# Joeri Rjorich

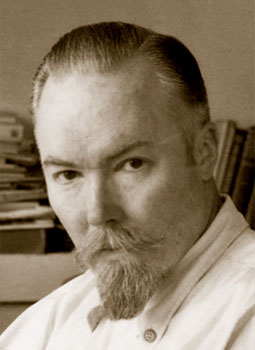
Joeri Rjorich

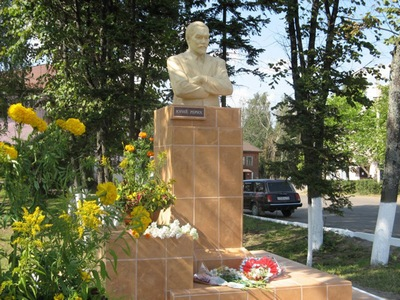
Monument van Rjorich

Joeri Nikolajevitsj Rjorich (Russisch: Юрий Николаевич Рёрих), ook wel George Nicholas de Roerich (Okoelovka, 16 augustus 1902 - Moskou, 21 mei 1960), was een Russisch tibetoloog en sinoloog.
Rjorich hield zich bezig met een groot aantal Tibetaanse studies, maar werd vooral bekend vanwege zijn bijdragen voor de Tibetaanse dialectologie en voor zijn vertaling van de Blauwe annalen en zijn meerdelige Tibetaans woordenboek die postuum werd gepubliceerd.
Joeri Rjorich was de zoon van schilder, ontdekkingsreiziger Nikolaj en alternatief genezer en schrijfster Helena, beide ontwikkelaars van de agni yogaschool. Zijn broer Svetoslav was architect en kunstschilder.

## Biografie
Van 1912 tot 1916 volgde Rjorich het K.-I.-Maj-Gymnasium in Sint-Petersburg, tussen 1917 en 1918 was hij in Finland en van 1919 tot 1920 studeerde hij Indo-Iraanse talen in Londen. Hij studeerde Indiakunde in Harvard in 1922 en Aziëkunde aan Sorbonne in 1923. Hij werkte samen met Paul Pelliot, Jacques Bacot en Sylvain Lévi, onderzocht Centraal-Azië, Tibet en Mongolië en leerde Chinees en Perzisch. Tussen 1924 en 1925 onderzocht hij Sikkim, Kasjmir en andere regio's in Zuid-Azië, waarbij hij zich tegelijk het Sanskriet en Tibetaans eigen maakte.
Van 1925 tot 1928 nam hij deel aan een expeditie van zijn vader naar Ladakh, Mongolië, Tibet en Sinkiang en vestigde hij het Himalayan Research Institute Urusvati in Darjeeling, een tak van het Roerich Museums in New York. 
Rjorich was de eerste tibetoloog die - in 1928 -  een complete set van de Bön-canon, de Bön-kangyur en -tengyur in handen kreeg.
Van 1931 tot 1932 werkte hij in West-Tibet, 1934 tot 1935 in Mongolië en in Mantsjoerije en andere delen van China. Later dat jaar ging hij naar India. Van 1949 tot 1957 werkte hij als professor voor onder andere Chinees en Tibetaans aan de Universiteit van Kalimpong in West-Bengalen.
In augustus 1957 keerde Rjorich terug naar de Sovjet-Unie en werd afdelingsleider filosofie en godsdienstgeschiedenis van India aan het Instituut voor Aziëwetenschappen aan de Academie voor Wetenschappen in Moskou, waar hij tot aan zijn dood twee jaar later werkte.